# Ralph Waldo Emerson
Ralph Waldo Emerson (Boston, 25 maggio 1803 – Concord, 27 aprile 1882) è stato un filosofo, scrittore, saggista e poeta statunitense.
Fu la figura più influente del movimento trascendentalista americano del XIX secolo e ispiratore del pragmatismo; è considerato un campione dell'individualismo e un critico preveggente delle pressioni al conformismo che la società esercita sulle persone. Diffuse il suo pensiero attraverso influenti saggi e oltre 1500 conferenze che tenne in tutti gli Stati Uniti.

## Biografia
Emerson nacque a Boston, nel Massachusetts, figlio di un ministro della Chiesa unitaria e nipote di pastori, diventando, nel 1829, egli stesso un ministro unitariano. Seguì la dottrina dei suoi maestri e formulò il concetto di filosofia del trascendentalismo nel suo saggio Nature del 1836.
Nel 1810, quando Emerson aveva otto anni, suo padre morì ed egli fu affidato alle cure della madre e di una zia paterna e, malgrado le condizioni poco floride della famiglia, il giovane Ralph, dopo aver studiato nella Latin School di Boston, poté ugualmente accedere, nel 1818, allo Harvard College, dove conobbe Henry David Thoreau. Terminati gli studi, insegnò per qualche tempo presso una scuola femminile di Boston, diretta dal fratello William. Al suo terzo anno di studi risale l'inizio dei Journals, la cui stesura continuò poi per tutta la vita, e le cui notazioni rappresentano la fonte originaria di gran parte delle sue opere.
Assunta la direzione della scuola, Emerson continuò a occuparsene senza entusiasmo sino al 1825, esprimendo invece la sua gioia in una lirica famosa, Good-Bye, quando, nel 1823, la famiglia si trasferì a Roxbury, nelle vicinanze di Boston, nella campagna che egli amava. Nel 1829 conobbe la diciottenne Ellen Louisa Tucker, già malata di tubercolosi, se ne innamorò e la sposò, ma rimase vedovo nel 1831.
Dopo un altro corso di studi presso la Harvard Divinity School e alcuni mesi trascorsi in Georgia ed in Florida per motivi di salute, Emerson abbracciò, sulla scia del padre, la carriera di ministro della Chiesa unitaria, ma la abbandonò assai presto, in conseguenza del suo disaccordo di "dover praticare una professione antiquata e, in un'epoca di gravi problemi attuali, dover pensare solo ad adorare i cadaveri dei nostri antenati, con riti assurdi, come somministrare la Comunione".
Dal 1832 al 1833 Emerson compì un viaggio in Europa. Qui incontrò a Firenze Walter Savage Landor, a Londra Samuel Taylor Coleridge, nella regione dei laghi William Wordsworth e in Scozia Thomas Carlyle; con quest'ultimo mantenne una corrispondenza fino alla morte di Carlyle, avvenuta nel 1881. Nel 1835 Emerson sposò, in seconde nozze, Lydia Jackson e si stabilì in quella casa di Concord dalla quale cominciò a preparare e scrivere le sue conferenze fino a circa il 1866, quando le sue facoltà cominciarono a declinare. Per lui questo fu il momento di riprendere il leitmotiv della precoce poesia Good-bye, proud world, con un componimento chiamato per l'occasione Terminus.
Nel 1836 Emerson pubblicò il suo primo libro, Nature e fondò, con altri intellettuali il periodico The Dial, che servirà da tribuna di confronto per il movimento del Trascendentalismo e che, dal 1840 al 1842, verrà diretto dalla scrittrice Margaret Fuller. Durante quegli anni, non fu risparmiato dalle sciagure: nel 1842, a soli cinque anni, morì di scarlattina il figlio Waldo, mentre nel 1872 la sua casa venne distrutta da un incendio. Nel frattempo, tuttavia, visitò l'Europa altre due volte, nel 1847 e nel 1872. Morì di polmonite a Concord nel 1882.

## Opere

### Nature
Il saggio Nature, pubblicato nel 1836, anche se non fu tra i più letti, contiene in poche pagine gran parte delle idee di Emerson, sulle quali ritornerà nei suoi scritti successivi.
L'opera è costituita da un'introduzione seguita dal testo del saggio vero e proprio, che si suddivide in otto parti:
1. Nature: qui si presenta l'argomento e si osserva la romantica identificazione della natura con il mondo vegetale.
2. Commodity: dove viene elaborata l'idea per cui tutto in natura ha un utilizzo.
3. Beauty: qui per bellezza, nel significato dato dai Greci, si intende ancora la natura.
4. Language: il tema è quello del linguaggio della natura.
5. Discipline: la natura è regolata da disciplina, ed essa, a sua volta è disciplinatrice.
6. Idealism: come conseguenza, agli occhi dell'autore, inevitabile, della contemplazione della natura.
7. Spirit: la natura come spirito.
8. Prospect: qui espone le prospettive che si aprono dinanzi a chi intenda instaurare il "rapporto originale con la natura" cui si accennava in apertura del libro.

### The American Scholar
È questo un discorso tenuto il 31 agosto 1837 per la "Phi Beta Kappa Society" di Cambridge, Massachusetts e definito da Oliver Wendell Holmes "la nostra Dichiarazione d'indipendenza intellettuale".

### The Divinity School Address
Altro importante discorso tenuto per la Facoltà di Teologia di Harvard il 15 luglio 1838, che vuol essere una coraggiosa affermazione d'indipendenza culturale. Una presa di posizione tale da non essere lontana dal deismo, la quale fece sì che Emerson fosse messo al bando per trent'anni da Harvard.

### Essays
I saggi, pubblicati in due serie, sono di capitale importanza e contengono nuclei essenziali dell'orientamento filosofico dell'autore. Sono considerati da gran parte della critica come un'opera "cerniera" tra la prima fase trascendentalista e una seconda fase di pensiero, caratterizzata da una viva attenzione agli aspetti etico-pratici del "fare" umano. Saggi come "Esperienza", "Storia", "Carattere", infatti, spianano la strada agli scritti successivi che diverranno, in maniera sempre più consapevole, il terreno di origine della riflessione pragmatista tout court. Gli Essays si dividono in due "series", pubblicate a distanza di tre anni tra loro: la prima nel 1841, la seconda nel 1844.
- Gli Essays - First Series del 1841 includono: "History", "Self-Reliance", "Compensation", "Spiritual Laws", "Love", "Prudence", "The Overs-soul", "Circles", "Intellect".
- Gli Essays - Second Series del 1844 includono: "The Poet", "Experience", "Character", "Manners", "Gifts", "Nature", "Politics", "Nominalist and Realist".

### The Conduct of Life
La raccolta, pubblicata nel 1860, comprende nove saggi brevi che esprimono la piena maturità di pensiero di Emerson, indicandone anche la decisiva svolta verso una concezione "pratica" dell'etica che apre le porte alla definizione pragmatica della verità e dell'azione umana. Qui, Emerson si allontana una volta per tutte dal trascendentalismo di matrice neo-platonica dei primi scritti. La raccolta non incarna, come potrebbe erroneamente suggerire il titolo, un ideale pedagogico volto ad indicare i giusti principi di una condotta di vita buona ed in linea con una certa dottrina morale, e si allontana da qualsivoglia dogmatica etico-religiosa, segnando un progressivo avvicinamento a tesi fortemente progressiste ed anticonformiste, nonché di ampio respiro pragmatico.
La raccolta include i seguenti saggi:
- Fate ("Fato");
- Power ("Potenza");
- Wealth ("Ricchezza");
- Culture ("Cultura");
- Behavior ("Contegno");
- Worship ("Venerazione");
- Considerations by the Way ("Riflessioni lungo il cammino");
- Beauty ("Bellezza");
- Illusions ("Illusioni").

### Saggi, conferenze, versi
Nel 1847 Emerson dava alle stampe un primo volume di versi e nel 1849 raccoglieva nel volume Nature, Addresses and Lectures il saggio di tredici anni prima e un certo numero di conferenze e discorsi.
Nel 1850 pubblicava Representative Men, nel 1856, English Traits.
Del 1862 è Thoreau, un elogio per Henry David Thoreau e nel 1867 esce un secondo volume di versi, May Day.
Tra gli altri scritti in versi si ricorda Threnody, scritta per la morte del piccolo Waldo, The Rhodora, sull'origine divina dei fiori, Works and Days, una tra le più significative, The Humble-Bee (Il bombo), Fable, apologo della montagna e dello scoiattolo, e il noto Concord-Hymn (dal quale si ricorda la frase "The shot heard round the world").
La letteratura in versi di Emerson costituisce una parte non trascurabile della sua opera.
La sua poesia è prevalentemente gnomica e didattica, manca spesso l'incanto melodico, eppure essa presenta alcune immagini che si scolpiscono nella mente e che fanno figurare Emerson come uno che ha senza dubbio apportato un contributo fondante alla poesia americana.
Un'altra opera di primaria importanza è Society and Solitude, del 1870 (tr. it. parziale in Realizzare la vita, 2006), che include interessanti riflessioni sull'abitare, la tecnica, il tempo, le quali anticipano spesso - come anche i saggi sulla poesia - tematiche e posizioni heideggeriane (benché in tutt'altro stile rispetto al pensatore tedesco).
Esistono molti altri fra i suoi ultimi saggi che rivestono un certo interesse, per esempio "The Comic", con la sua teoria dell'umorismo.

## Pensiero
Emerson è stato tra i primi a proporre un'etica individuale basata sulla fiducia in sé stessi e sulla discussione dei valori tradizionali, e uno dei pochi ad averlo fatto mantenendo il rispetto per la vita e l'esistenza, contrariamente, ad esempio, ad alcuni pensatori del nichilismo europeo.
Nell'etica di Emerson si trova una singolare combinazione di relativismo (che lo avvicina a Montaigne) e perfezionismo (che lo avvicina alla tradizione stoica e alle radici puritane della cultura americana).
Non a caso fu definito dai suoi contemporanei "Plotino-Montaigne".
L'asse portante del suo pensiero fu la definizione di "Superanima", descritta come una forza superiore che vigila e interviene sulla realtà, sul genio degli uomini, sulla filosofia e sulla poesia, come una porta d'accesso alla verità, costituente la base della comunicazione tra gli uomini. La libertà degli uomini non è più, secondo Emerson, sfuggire o ribellarsi alla necessità e al senso del mondo, ma comprenderlo e accettarlo.
Emerson spesso componeva versi eccellenti e comunque sempre degni. Egli, pur scrivendo un numero sterminato di testi per conferenze e di saggi intorno ai problemi dell'universo e dell'essere, non creò un proprio sistema filosofico e anche se dalla sua casa di Concord pontificava in un modo che poté essere scambiato per una specie di guida al trascendentalismo, non fu il capo dichiarato dei trascendentalisti e nemmeno approvò tutti i loro atteggiamenti. Guardava con grande simpatia all'attivismo politico, all'abolizionismo, ai boicottaggi, alle "comuni" e agli esperimenti sociali (o antisociali come quelli di Thoreau) intrapresi dai suoi concittadini e amici. Ma cercava sempre anche di tenersi a distanza da questi, di non lasciarsi coinvolgere troppo, e poterli valutare eticamente con il dovuto rigore.
La valutazione etica è considerata, con il diritto di azione, la chiave portante che deve essere in mano a tutti, e di cui ovviamente lui non si ritiene l'unico o il privilegiato detentore.
La grandezza di Emerson sta nella vastità degli argomenti trattati e nello spirito pionieristico con cui se ne è occupato. Emerson, pur avendo lasciato tanta traccia di sé nel mondo delle lettere e del pensiero, tanto da diventare un punto di riferimento di qualsiasi discussione sull'evoluzione culturale dell'America, appare una figura dai tanti contorni non ben definiti, ancora inclassificabile.
Lui stesso aborriva costituire una figura definita, considerando invece importante la forza dell'affermazione altrui in principi innovativi basati sulla verità interiore, presenta così molti degli stessi problemi interpretativi di Nietzsche.
Dall'idealismo romantico Emerson attinge l'intuizione di una natura dinamica, pervasa dallo Spirito divino che è Energia vivente e operante attraverso gli individui. Il regno dell'uomo e quello della natura sono manifestazioni del Divino e quindi non sono contrapposti. Non c'è opposizione fra naturalità ed eticità per chi sappia riscoprire in sé, attraverso un pensiero ed un'azione infaticabili, quell'"anima superiore" (Over-soul), che in sé include tutti gli esseri viventi spronandoli a superare ogni limite interiore ed esteriore. Da questa coscienza nasce la "fiducia in sé stessi" di cui Emerson fu assertore fervidissimo. Il suo intuizionismo ed il suo attivismo troveranno sviluppi più sistematici in Europa, nel pensiero di Henri Bergson e Maurice Blondel. Parte dell'attenzione 'naturale' di Maturana e Varela debbono alla retorica emersoniana l'interesse anticonvenzionale per la scienza.

## Emerson e Nietzsche
Friedrich Nietzsche è noto per essere stato uno dei più fini lettori di Emerson. Scoprì Emerson a 18 anni di età, e lo lesse e rilesse quasi per tutta la vita. Non è quindi un caso se i temi emersoniani percorrono tutta l'opera di Nietzsche. Tra questi spiccano la fiducia in sé stessi, l'anticonformismo, l'affermazione della vita intramondana, la filosofia affermativa, la "gaia scienza", l'amore del fato, il tema della potenza, l'idea di un uomo oltre l'uomo, l'amore della solitudine, l'atteggiamento profetico.
Attraverso Nietzsche, vari aspetti del pensiero e degli atteggiamenti emersoniani sono passati nel pensiero europeo.

## Influssi di Emerson
Emerson non a caso è considerato da Bloom la "figura centrale nella cultura americana". La sua opera ha fortemente influito sul poeta Whitman e su tutta la tradizione letteraria americana fino e oltre la Beat Generation. Istanze emersoniane si percepiscono anche nel pragmatismo americano, nell'odierna psicologia umanistica, nel diritto contemporaneo (la legge sulla privacy ha radici nell'opera di Emerson), nella filosofia di Stanley Cavell e nel pensiero politico di George Kateb, nella storia americana relativa allo schiavismo e alla guerra civile americana, nella teoria e composizione musicale di Charles Ives, e Alla ricerca del tempo perduto, romanzo di Proust.

## Recenti traduzioni di Emerson
- La semplice verità. I diari inediti, a cura di Stefano Paolucci, Passamonti, 2022.
- Il carattere e la vita umana. Quattro saggi inediti, a cura di Stefano Paolucci, Piano B, 2016.
- Il metodo della natura (con testo inglese a fronte), a cura di Anna Banfi, La Vita Felice, 2012.
- Amicizia, trad. di Stefano Paolucci e Antonio Tozzi, Piano B, 2010.
- Natura, a cura di Igina Tattoni, Donzelli, 2010.
- Cerchi, a cura di Andrea Punzi, CUEM Editore, 2010.
- Pensa chi sei: Poteri e leggi del pensiero, Istinto e ispirazione, Memoria, a cura di Stefano Paolucci, Donzelli, 2009.
- Fiducia in se stessi e Thoreau, trad. di Andrea Guarducci e Leonardo Casavola, Piano B, 2009.
- Uomini rappresentativi, a cura di Piergiorgio Cantalini, Rea Edizioni, 2009.
- Condurre la vita, a cura di Anna M. Nieddu, Nino Aragno Editore, 2008.
- Condotta di vita, a cura di Beniamino Soressi, Rubbettino, 2008.
- Società e solitudine, a cura di Nadia Urbinati, Diabasis, 2008.
- Essere poeta, a cura di Beniamino Soressi, Moretti & Vitali, 2007.
- Realizzare la vita. Saggi da Society and Solitude, a cura di Beniamino Soressi, Il prato, 2007.
- Lo studioso americano e altri saggi, a cura di Vito Amoruso, Graphis, 2006.
- Diventa chi sei: Fiducia in se stessi, Compensazione, Leggi spirituali, a cura di Stefano Paolucci, Donzelli, 2005.
- Dalla Sicilia alle Alpi, a cura di Marco Sioli, Ibis, 2003.
- La fiducia in se stessi (con testo inglese a fronte), a cura di Piero Pignata, Ibis, 2003.
- Teologia e natura, trad. di Massimo Lollini, Marietti, 1991.
- Natura e altri saggi, a cura di Tommaso Pisanti, BUR, 1990.
- Il trascendentalista e altri saggi scelti, a cura di Roberto Mussapi, Mondadori, 1989.
- Diario 1820-1876 (antologia), a cura di Vito Amoruso, Venezia, Neri Pozza, 1963
- Dio non cita, a cura di N. Ferrari, il ramo editore, 2013.